# Termionički generator
Termionički generator sastoji se od vruće elektrode koja termionički emitira elektrone preko potencijalne energetske prepreke prema hladnijoj elektrodi, proizvodeći korisnu izlaznu električnu energiju. Cezijeva para koristi se za optimiziranje radnih funkcija elektrode i za osiguravanje opskrbe iona (po površinskom kontaktu ionizacije ili elektronskom utjecaju ionizacije u plazmi), kako bi se neutralizirao prostorni naboj elektrona.

## Definicija
S fizičkog i elektronskog gledišta, termionička pretvorbe energije je izravna proizvodnja električne energije iz topline putem termioničke emisije elektrona. S termodinamičkog gledišta, to je korištenje elektronske pare kao radnog fluida u ciklusu proizvodnje energije. Termionički generator sastoji se od vruće elektrode, emitera, s koje su elektroni vaporizirani termioničkom emisijom i hladnije elektrode, sakupljač, u kojoj su kondenzirani nakon provođenja kroz međuelektronsku plazmu. Rezultirajuća struja, obično nekoliko ampera po kvadratnom centimetru emitirane površine, isporučuje električnu energiju opterećenju s tipičnim razlikama potencijala od 0,5-1 Volta i toplinskom učinkovitošću 5-20%, ovisno o temperaturi emitera (1500-2000 K) i načinu rada.

## Povijest
Nakon prve demonstracije praktičnog luk-načina termioničkog generatora s cezijevim parama koju je izveo V. Wilson 1957.godine, nekoliko takvih primjena bilo je demonstrirano u sljedećem desetljeću, uključujući njegovo korištenje s izvorima topline koji potječu od sunca, izgaranja, radioaktivnog izotopa i nuklearnog reaktora. Ugradnja termioničkih elemenata nuklearnog goriva izravno u jezgru nuklearnih reaktora za proizvodnju električne energije u svemiru je primjena koju je bilo najteže izvršiti. Izuzetno visoka radna temperatura termioničkog generatora, što otežava njihovo praktično korištenje u drugim primjenama, daje termioničkom reaktoru presudnu prednost nad konkurentskim tehnologijama pretvorbe energije u primjeni u svemiru, gdje se zahtijeva otklanjanje zračenja topline. Znatan program razvoja termioničkog svemirskog reaktora bio je proveden u SAD-u, Francuskoj i Njemačkoj u razdoblju 1963-1973, i SAD nastavlja značajan program razvoja termioničkih elemenata nuklearnog goriva u razdoblju 1983-1993.
Masivni program razvoja termioničkog reaktora provedeno je kontinuirano u SSSR-u tijekom razdoblja 1960-1989, tijekom kojeg je razvijen sveobuhvatni sustav termioničkog reaktora i prvi put testiran 1972.godine. Dva termionička reaktora (TOPAZ) su kružili i radili u svemiru 1988-1989.
Iako je umanjen prioritet korištenja termioničkog reaktora kako su se američki i ruski svemirski programi smanjivali, istraživanje i tehnološki razvoj termioničke pretvorbe energije se nastavilo. U posljednjih nekoliko godina programi tehnološkog razvoja suncem grijanih svemirskih termioničkih energetskih sustava su provedeni. Prototip izgaranjem grijanih termioničkih sustava za kogeneraciju i ispravljanje električne energije, su razvijeni.

## Opis
Znanstveni aspekti termioničke pretvorbe energije u prvom redu odnose se na područja fizike površine i fizike plazme. Površinska svojstva elektrode određuju veličinu struje emisije elektrona i električnog potencijala na površini elektrode, a svojstva plazme određuju transport struje elektrona od emitera prema sakupljaču. Svi praktični termionički generatori do sada koriste cezijevu parau između elektroda, koja određuje svojstva površine i plazme. Cezij se koristi jer se najlakše ionizira od svih stabilnih elemenata.
Svojstvo površine od primarnog interesa je izlazni rad, koji je prepreka koja ograničava emisiju struje elektrona s površine i u suštini je to toplina isparavanja elektrona s površine. Izlazni rad materijala je određen prvenstveno kao sloj atoma cezija koji su adsorbirani na površinama elektrode. Svojstva međuelektrodne plazme određena su načinom rada termioničkog generatora. U zapaljenom stanju plazma se održava preko ionizacije u unutrašnjosti pomoću vrućih elektrona plazme (~ 3300 K), u nezapaljenom stanju plazma se održava putem injekcije izvana proizvedenih pozitivnih iona u hladnu plazmu, u hibridnom stanju plazma se održava pomoću iona iz vruće plazme međuelektrodne regiji i prenosi se u hladnu plazmu međuelektrodne regije.

## Nedavni rad
Sve primjene gore citirane koriste tehnologiju gdje su osnovno fizičko razumijevanje i svojstva termioničkog generatora ista kao i ona ostvariti prije 1970. U razdoblju 1973-1983 značajno istraživanje na naprednom nisko-temperaturnoj tehnologiji termioničkog generatora za proizvodnju električne energije industrijskih i komercijalnih fosilnih goriva provedeno je u SAD-u, i nastavilo se do 1995 za moguće primjene kod svemirskog reaktora i pomorskog reaktor. To istraživanje je pokazalo da se znatna poboljšanja u izvedbi generatora mogu dobiti na nižim radnim temperaturama dodatkom kisika cezijevoj pari, pomoću suzbijanja refleksije elektrona na površinama elektrode i pomoću hibridnog načina rada. Slično, poboljšanja preko korištenja elektroda koje sadrže kisik su demonstrirana u Rusiji, zajedno s konstrukcijskim studijama sustava koji koriste napredna svojstva termioničkog generatora. Nedavne studije su pokazale da uzbuđeni CS-atomi u termioničkim generatorima oblikuju spojeve Cs -Rydberg-ove materije koji doprinosi smanjenju izlaznog rad zračenja sakupljača od 1,5 eV do 1,0 - 0,7 eV. Zbog dugotrajne prirode Rydberg-ove materije taj niski izlazni rad ostaje nizak duže vrijeme i u biti povećava nisko-temperaturnu učinkovitost generatora.